# Präferenzmatrix

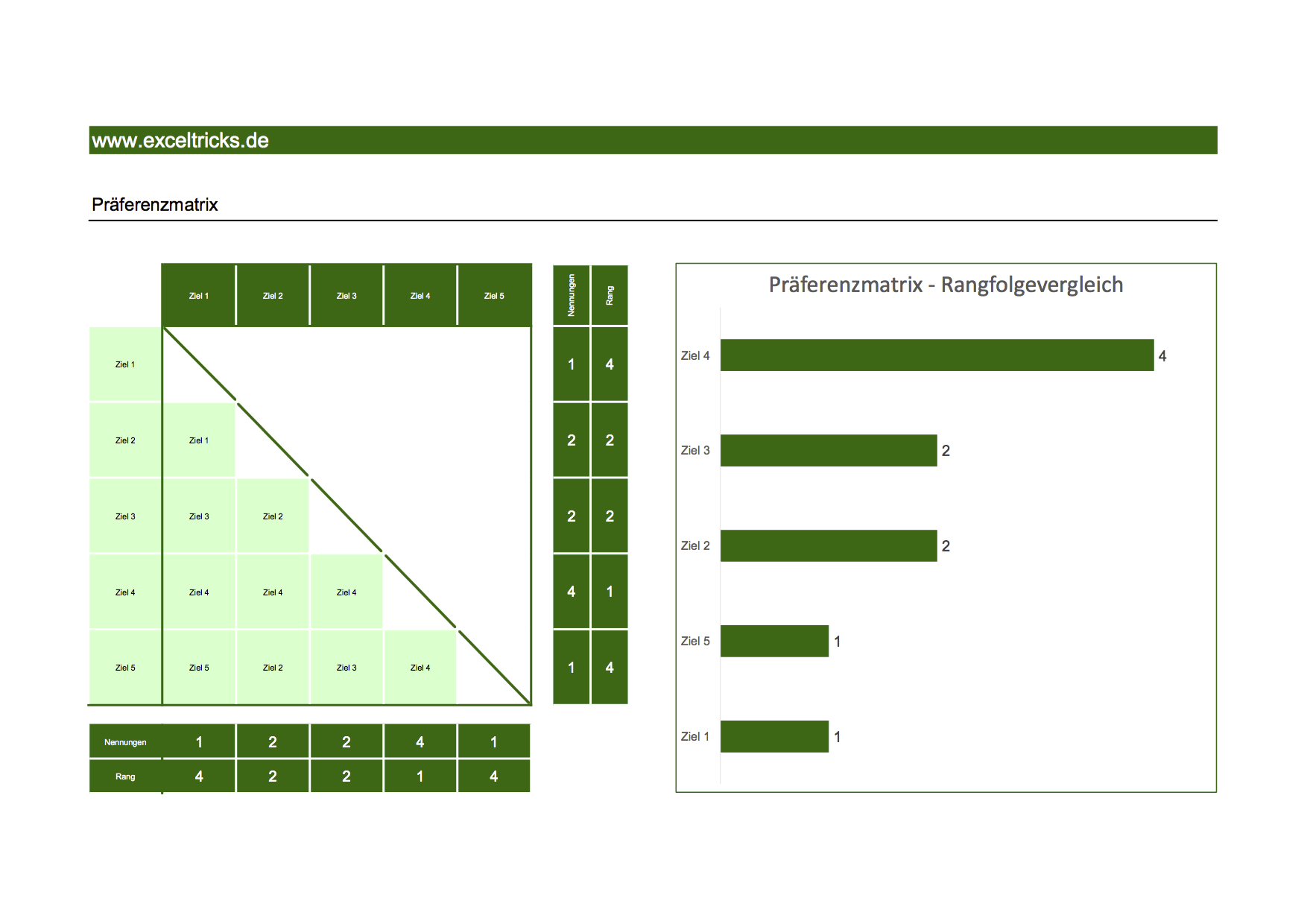
Präferenzmatrix

Die Präferenzmatrix ist ein weit verbreitetes Organisationsmittel, um bestimmte Kriterien oder Sachverhalte zu priorisieren. 

## Allgemeines
Sie findet Anwendung in der Betriebswirtschaftslehre (z. B. Priorisierung von Unternehmenszielen: Zielbeziehungsmatrix), im Controlling (z. B. Priorisierung von Projekten), Projektmanagement (z. B. Priorisierung von Projektzielen) oder auch im Qualitätsmanagement (z. B. Priorisierung von Kundenanforderungen).

## Ermittlung
Die Präferenzmatrix ist ein einfaches und effektives Hilfsmittel und beruht auf dem Prinzip des paarweisen Vergleiches. Jedes Kriterium wird miteinander verglichen und das jeweils wichtigere Kriterium vermerkt. Der paarweise Vergleich beantwortet die Frage „Was ist wichtiger?“. Durch diese Vorgehensweise erhält man eine strukturierte Rangfolge. Das Kriterium mit den meisten Nennungen ist das wichtigste Kriterium.
Die Erstellung der Präferenzmatrix erfolgt in der Regel nach den folgenden Schritten:
1. Kriterien sammeln (Brainstorming),
2. Matrix erstellen,
3. Paarweiser Vergleich,
4. Nennungen (Häufigkeiten) zählen,
5. Rangfolge erstellen.